# 한국해기사협회
한국해기사협회(韓國海技士協會, Korea Marine Officers' Association)는 선박의 운항, 경영, 관리의 전문직업인 해기사를 대표하는 단체이다. 부산시 동구 중앙대로 180번길 12-14에 위치해 있다.

## 연혁
- 1954년 8월 4일 대한해원협회 창립총회 개최
- 1955년 1월 12일 임시총회 개최, 대한해기원협회로 명칭변경
- 1956년 9월 25일 사단법인 대한해기원협회 창립총회
- 1957년 12월 21일 사단법인 대한해기원협회 설립인가
- 1966년 4월 9일 사단법인 대한해기원협회를 사단법인 한국해기원협회로 명칭변경
- 1966년 5월 18일 부산지방법원에 법인등기완료
- 1966년 8월 1일 「해기회보」창간
- 1973년 5월 1일 제19차 정기총회 개최, 사단법인 한국해기원협회를 사단법인 한국해기사협회로 명칭변경
- 1973년 07년 10일 부산시 중앙동 4가 34번지 자체회관 매입
- 1974년 7월 1일 「해기회보」를 월간「해기」로 제호변경
- 1977년 4월 6일 회관신축부지 매입(현 위치)
- 1978년 10월 28일 신축해기회관 준공(현 위치)
- 1980년 2월 29일 제26차 정기총회 개최, 선사별 분회조직 체계로 정관개정
- 1984년 8월 31일 협회 창립 30주년 기념행사
- 1985년 10월 29일 제32차 정기총회 개최, 회계연도를 당해연도 1월 1일부터 12월 31일까지로 정관 개정
- 1988년 3월 22일 제34차 정기총회 개최, 임원의 임기를 3년에서 2년으로 정관개정
- 1990년 3월 30일 제36차 정기총회 개최, 비상근회장 전무이사 중심 체제를 상근회장 중심체제로 개정
- 1992년 2월 28일 제38차 정기총회 개최, 정기총회 개최시기를 2월에서 3월로 변경
- 1998년 3월 20일 제44차 정기총회 개최, 임원의 임기를 2년에서 3년으로 정관 개정
- 2004년 5월 31일 대통령 단체표창 수상(제9회 바다의 날 기념식)
- 2004년 8월 31일 협회 창립 50주년 기념행사
- 2007년 4월 12일 제53차 정기총회 개최 회장선거일정 90일전에서 30일전으로 정관 개정
- 2008년 7월 2일 협회 3층 민원센터 개소
- 2009년 3월 6일 해기사 명예의 전당 건립(태종대 공원 내)
- 2014년 8월 4일 창립 60주년 기념식 및 60년사 출판기념회 개최
- 2018년 5월 16일 한국선장포럼 발기인 대회
- 2018년 6월 27일 한국선장포럼 창립총회
- 2018년 7월 19일 협회 창립 64주년 기념식 및 한국선장포럼 출범식 개최
- 2019년 4월 17일 종합서비스센터 및 Lounge M 개소
- 2022년 8월 11일 미래해기인력육성협의회 개소

### 조직

#### 총회
- 이사
- 대의원

#### 회장
- 상무
- 기획홍보팀
- 관리팀
- 해기조직팀